# Danvikspenningen
Danvikspenningen var en avgift som från 1858 utgick på alla de från utlandet kommande fartyg som anlöpte någon av Stockholms hamnar. Avgiften tillföll Danvikens Hospital. Liknande avgifter hade betalats till hospitalet ända sedan 1500-talet, tolagsmedel.
Avgiften varierade med fartygets vikt och utgick med 2 öre per läst (1 läst = 2450 kilo). 1933 erhöll hospitalet 10 225 kronor i Danvikspenning. Sveriges Redarförening var länge kritiska till avgiften, och den togs bort på 1960-talet.